# Black Friday (film 1940)
Black Friday – amerykański film grozy z 1940 roku.

## Opis fabuły
Profesor literatury George Kingsley odnosi ciężkie obrażenia głowy, będąc świadkiem gangsterskich porachunków między Redem Cannonem a dawnymi członkami jego gangu. Red Cannon również odnosi ciężkie obrażenia kręgosłupa. Obaj trafiają do jednego szpitala. Chirurg Ernest Sovac, chcąc ratować życie profesora, przeszczepia mu fragmenty mózgu Cannona. Kingsley wraca do zdrowia, a Sovac wyjaśnia policjantom, że gangster zmarł w wyniku obrażeń powypadkowych. Wkrótce potem Sovac dowiaduje się z gazet, że gangster przed śmiercią ukrył gdzieś 500 000 dolarów. Postanawia upewnić się, czy wspomnienia bandyty nie pozostały w mózgu, który wszczepił w głowę profesora Kingsleya.

## Obsada
- Boris Karloff – doktor Ernest Sovac
- Béla Lugosi – Eric Marnay
- Stanley Ridges – profesor George Kingsley / Red Cannon
- Anne Nagel – Sunny Rogers
- Anne Gwynne – Jean Sovac
- Virginia Brissac – Margaret Kingsley
- Edmund MacDonald – Frank Miller
- Paul Fix – William Kane